# Verein für Bewegungsspiele Friedrichshafen 2014-2015
Questa voce raccoglie le informazioni riguardanti il Verein für Bewegungsspiele Friedrichshafen nelle competizioni ufficiali della stagione 2014-2015.

## Organigramma societario
Area direttiva
- Presidente: Jürgen Hauke
- Supervisore generale: Sebastian Schmidt

Area organizzativa
- Direttore sportivo: Stefan Mau

Area tecnica
- Allenatore: Stelian Moculescu
- Allenatore in seconda: Marco Fenoglio
- Scout man: Bogdan Tanase

Area comunicazione
- Addetto stampa: Gesa Katz

Area sanitaria
- Medico: Johann Kees
- Fisioterapista: Kathrin Klenk, Oliver Klenk, Achim Schüler

## Rosa
| N° | Nome                 | Ruolo | Data di nascita   | Nazionalità sportiva |
| -- | -------------------- | ----- | ----------------- | -------------------- |
| 1  | Alan Wasilewski      | C     | 23 luglio 1991    | Polonia              |
| 2  | Maximiliano Gauna    | C     | 29 aprile 1989    | Argentina            |
| 2  | Jakob Günthör        | C     | 21 settembre 1995 | Germania             |
| 3  | Thilo Späth          | L     | 8 giugno 1987     | Germania             |
| 4  | Maarten van Garderen | S     | 24 gennaio 1990   | Paesi Bassi          |
| 5  | Simon Tischer        | P     | 24 aprile 1982    | Germania             |
| 6  | Michal Finger        | O     | 2 settembre 1993  | Rep. Ceca            |
| 7  | Nicholas Vogel       | C     | 5 febbraio 1990   | Stati Uniti          |
| 8  | Max Günthör          | C     | 9 agosto 1985     | Germania             |
| 9  | Moritz Reichert      | S     | 15 marzo 1995     | Germania             |
| 10 | Jenia Grebennikov    | L     | 13 agosto 1990    | Francia              |
| 11 | Roland Gergye        | S     | 24 febbraio 1993  | Ungheria             |
| 13 | Adrian Gontariu      | O     | 14 maggio 1984    | Romania              |
| 14 | Baptiste Geiler      | S     | 12 marzo 1987     | Francia              |
| 16 | Benjamin Toniutti    | P     | 30 ottobre 1989   | Francia              |
| 17 | Jan Zimmermann       | P     | 12 febbraio 1993  | Germania             |